# Casa Lescaze
La Casa Lescaze  es una casa histórica ubicada en Nueva York, Nueva York. La Casa Lescaze se encuentra inscrita  en el Registro Nacional de Lugares Históricos desde el 19 de mayo de 1980. 

## Ubicación
La Casa Lescaze se encuentra dentro del condado de Nueva York en las coordenadas 40°45′15″N 73°58′17″O / 40.754167, -73.971389.